# Telêmaco Borba (kommun)
Telêmaco Borba är en kommun i Brasilien.   Den ligger i delstaten Paraná, i den södra delen av landet, 1 000 km söder om huvudstaden Brasília. Antalet invånare är 69 878.
Följande samhällen finns i Telêmaco Borba:
- Telêmaco Borba

I omgivningarna runt Telêmaco Borba växer i huvudsak städsegrön lövskog. Runt Telêmaco Borba är det ganska glesbefolkat, med 50 invånare per kvadratkilometer.